# Cambridgeport

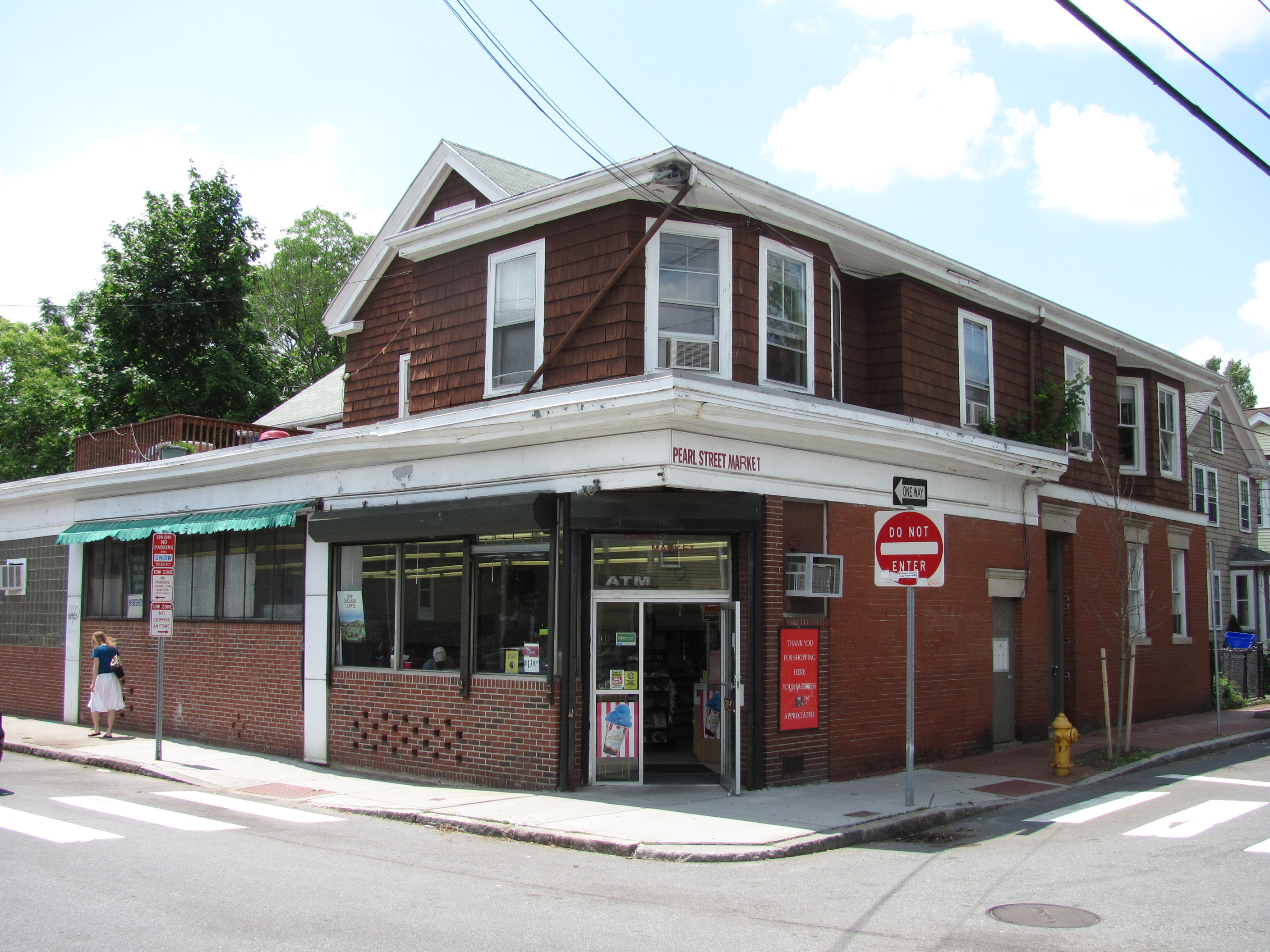
Pearl Street Market

Cambridgeport is een buurt in Cambridge (Massachusetts) in de Verenigde Staten. In 2005 had Cambridgeport 10.052 inwoners, verdeeld over 4.203 huishoudens.

## Geschiedenis
Aan het eind van de 19e eeuw werd het Fig Newton-koekje voor het eerst gemaakt in Cambridgeport in de F.A. Kennedy Steam Bakery.
Grote delen van deze buurt zijn de afgelopen decennia gesloopt omdat ze moesten wijken voor een groot aantal snelwegen. Deze snelwegen zouden moeten lopen van Brookline Street tot de Boston University Bridge.